# Херманци
Херманци (на словенски: Hermanci) е село в Словения, Подравски регион, община Ормож. Според Националната статистическа служба на Република Словения през 2015 г. селото има 125 жители.